# 法語水準測試

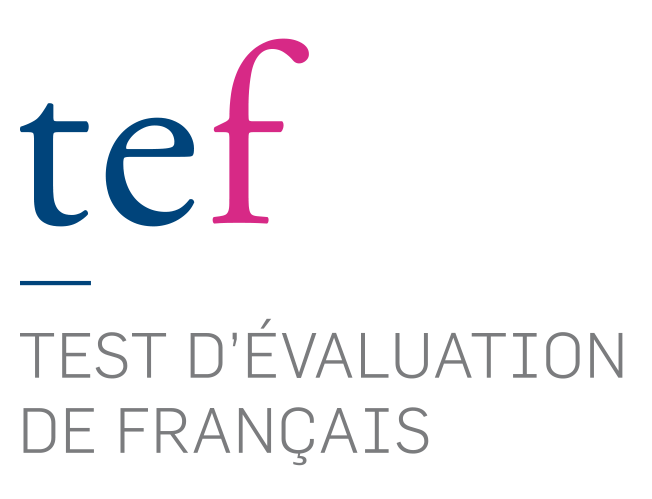
TEF的标志

法語水準測試（法語：Test d'évaluation du français，簡稱）是評鑑母語非法語人士的法語水準測試。此測驗由巴黎工商會（CCIP）創辦發展並頒予證書。TEF的成績可作為法國大學和高等專科學校評測入學者法語水準的依據，也可作為申請加拿大技術移民的語言能力證明。
這個測驗包含了三個指定項目及兩個自選項目。閱讀、聽力、文法與字彙為指定及必須一同參與的項目；寫作和口說部份則為自選項目，可分開考。
| 項目       | 時間    | 題數   | 總分   | 備註           |
| ---------- | ------- | ------ | ------ | -------------- |
| 閱讀理解   | 60 分鐘 | 50 題  | 300 分 | 指定。多選題。 |
| 聽力理解   | 40 分鐘 | 60 題  | 360 分 | 指定。多選題。 |
| 文法與字彙 | 30 分鐘 | 40 題  | 240 分 | 指定。多選題。 |
| 寫作表達   | 60 分鐘 | 2 主題 | 450 分 | 自選。         |
| 口說表達   | 35 分鐘 | 2 主題 | 450 分 | 自選。         |